# Microregione di Salgueiro
Salgueiro è una microregione dello Stato del Pernambuco in Brasile, appartenente alla mesoregione di Sertão Pernambucano.
È una suddivisione creata puramente per fini statistici, pertanto non è un'entità politica o amministrativa.

## Comuni
Comprende 7 comuni:
- Cedro
- Mirandiba
- Parnamirim
- Salgueiro
- São José do Belmonte
- Serrita
- Verdejante